# روی هوران
روی هوران (انگلیسی: Roy Horan؛ زادهٔ ۱ ژانویهٔ ۱۹۵۰) رزمی‌کار، بازیگر، تهیه‌کننده فیلم، نویسنده و کارگردان فیلم اهل ایالات متحده آمریکا است. وی بین سال‌های ۱۹۷۶ تا ۱۹۹۱ میلادی فعالیت می‌کرد.
از فیلم‌ها یا مجموعه‌های تلویزیونی که وی در آن‌ها نقش داشته است، می‌توان به نه عقب‌نشینی، نه تسلیم ۲، بازی مرگ ۲ و مار در سایه عقاب اشاره نمود.